# Не можеш побећи
Не можеш побећи (енгл. Nowhere to Run), је акциона филмска драма из 1993. године у режији Роберта Хармона. У филму играју Жан-Клод Ван Дам, Розана Аркет, Киран Калкин, Тед Левин и Џос Екланд.

## Радња
Сем Гилен и његов пријатељ Били били су умешани у пљачку банке. Када је ухапшен, Сам је преузео кривицу. Док га аутобусом превозе у затвор на Средњем западу, Били помаже пријатељу да организује бекство. Билија убија снајперски метак, док Сем успева да побегне.
Сем се крије у близини забачене фарме где Клејди Андерсон, млада слободна жена, живи са своје двоје деце, дечаком по имену Мајк Муки и девојчицом Бри. Сем успева да се спријатељи са овим сељанима и они му помажу да се сакрије. Када је Сем спреман да крене даље, настају непредвиђене околности које га приморавају да остане и помогне људима који су му постали блиски.
У кући се појављује купац земље Френклин Хејл, који жели да купи Клејдино земљиште заједно са њеном кућом. На овом месту планира да направи одмориште. Покушаји да се одупру Клејди су неуспешни - судија је подмићен, а Хејл делује заједно са бандитима. Само Сем Гилен може да се меша у Хејлове планове - почиње немилосрдна борба између њега и финансијског магната.
Бандити терају Клејди да потпише документе за пренос земље и куће у Хејлу, али им то није довољно – желе да запале сву њену имовину како не би остали трагови. Сем се меша у ову неправедну ситуацију и успева да заустави бандите. Али на крају, Сема хапси полиција и он поново мора да служи затворску казну.

## Улоге
| Глумац              | Улога            |
| ------------------- | ---------------- |
| Жан Клод Ван Дам    | Сем Џилен        |
| Розана Аркет        | Клајди Андерсон  |
| Киран Калкин        | Муки Андерсон    |
| Тед Ливајн          | господин Данстон |
| Тифани Таубман      | Бри Андерсон     |
| Едвард Блечфорд     | шериф Лони Пул   |
| Џос Екланд          | Френклин Хејл    |
| Ентони Старк        | Били             |
| Војислав Говедарица | Затвореник       |
| Џон Фин             | Полицајац        |